# Morti nel 2019/Novembre
| Questa pagina contiene informazioni ricavate automaticamente dalle voci biografiche con l'ausilio del template Bio e di un bot. L'aggiornamento è periodico e automatico e ricostruisce completamente la pagina. Se manca una persona in questa lista, sei pregato di non aggiungerla, ma accertati piuttosto che la sua voce biografica contenga il template Bio e che i dati anagrafici siano correttamente compilati. Se il template Bio manca, inseriscilo tu stesso o, in alternativa, metti l'avviso {{tmp\|Bio}} che ne segnala la mancanza. Se i dati riportati sono sbagliati, correggi direttamente la voce biografica; le modifiche saranno visibili in questa lista entro pochi giorni. Per chiarimenti vedi il progetto biografie. La lista contiene solo le 169 persone che sono citate nell'enciclopedia e per le quali è stato implementato correttamente il template Bio. Pagina aggiornata al 10 giu 2025. |

- 1º novembre - Miguel Olaortúa Laspra, vescovo cattolico e missionario spagnolo (n. 1962)
- 1º novembre - Johannes Schaaf, regista, sceneggiatore e attore tedesco (n. 1933)
- 2 novembre - Marosia Castaldi, scrittrice, pittrice e scultrice italiana (n. 1951)
- 2 novembre - Norbert Eder, allenatore di calcio e calciatore tedesco (n. 1955)
- 2 novembre - Sigvard Ericsson, pattinatore di velocità su ghiaccio svedese (n. 1930)
- 2 novembre - Bogaletch Gebre, medico e attivista etiope
- 2 novembre - Mario González, calciatore uruguaiano (n. 1950)
- 2 novembre - Phillip Johnson, pseudoscienziato e saggista statunitense (n. 1940)
- 2 novembre - Susana Herrera, sciatrice alpina spagnola (n. 1962)
- 2 novembre - Marie Laforêt, cantante e attrice francese (n. 1939)
- 2 novembre - Walter Mercado, personaggio televisivo, attore e astrologo portoricano (n. 1932)
- 2 novembre - Marzio Pieri, critico letterario italiano (n. 1940)
- 2 novembre - Alberto Sed, superstite dell'Olocausto italiano (n. 1928)
- 2 novembre - Brian Tarantina, attore statunitense (n. 1959)
- 2 novembre - Bohumil Tomášek, cestista e allenatore di pallacanestro cecoslovacco (n. 1936)
- 3 novembre - Gianfranco Civolani, giornalista, scrittore e dirigente sportivo italiano (n. 1935)
- 3 novembre - Pedro Murúa, hockeista su prato spagnolo (n. 1930)
- 3 novembre - Alberto Rivolta, calciatore italiano (n. 1967)
- 4 novembre - Riad Beyrouti, pittore e scultore siriano (n. 1944)
- 4 novembre - Jacques Dupont, ciclista su strada e pistard francese (n. 1928)
- 4 novembre - Virginia Leith, attrice statunitense (n. 1925)
- 4 novembre - Eli Pasquale, cestista canadese (n. 1960)
- 5 novembre - Omero Antonutti, attore e doppiatore italiano (n. 1935)
- 5 novembre - Salvatore Calvanese, calciatore e allenatore di calcio argentino (n. 1934)
- 5 novembre - Mario Cotelli, allenatore di sci alpino italiano (n. 1943)
- 5 novembre - Ernest J. Gaines, scrittore statunitense (n. 1933)
- 5 novembre - Anatolij Alekseevič Nogovicyn, generale russo (n. 1952)
- 5 novembre - Larion Serghei, canoista rumeno (n. 1955)
- 5 novembre - André Zimmermann, ciclista su strada francese (n. 1939)
- 6 novembre - Orlando Biagi, calciatore e allenatore di calcio italiano (n. 1935)
- 6 novembre - John Curro, violinista, violista e direttore d'orchestra australiano (n. 1932)
- 6 novembre - Mike Fray, velocista giamaicano (n. 1947)
- 6 novembre - Mafonso, pittore italiano (n. 1948)
- 6 novembre - Valentino Persenda, allenatore di calcio e calciatore italiano (n. 1936)
- 6 novembre - Einar Sæbø, calciatore norvegese (n. 1960)
- 6 novembre - Jan Stráský, politico cecoslovacco (n. 1940)
- 7 novembre - Remo Bodei, filosofo italiano (n. 1938)
- 7 novembre - Luis Carmona, pentatleta cileno (n. 1923)
- 7 novembre - Robert Freeman, fotografo e grafico britannico (n. 1936)
- 7 novembre - Fiorella Negro, pattinatrice artistica su ghiaccio italiana (n. 1938)
- 7 novembre - Maria Perego, autrice televisiva italiana (n. 1923)
- 7 novembre - Margarita Salas, biochimica spagnola (n. 1938)
- 7 novembre - Frank Saul, cestista statunitense (n. 1924)
- 7 novembre - Maria Pia Tavazzani, partigiana, scrittrice e fotografa italiana (n. 1922)
- 8 novembre - Fred Bongusto, cantautore e produttore discografico italiano (n. 1935)
- 8 novembre - Maria Coscia, politica italiana (n. 1948)
- 8 novembre - Lucette Destouches, danzatrice francese (n. 1912)
- 8 novembre - Anatolij Krutikov, calciatore e allenatore di calcio sovietico (n. 1933)
- 9 novembre - Ferdinando Baston, calciatore italiano (n. 1938)
- 9 novembre - George Breen, nuotatore statunitense (n. 1935)
- 9 novembre - John Gokongwei, imprenditore cinese (n. 1926)
- 9 novembre - Maximilian Raub, canoista austriaco (n. 1926)
- 10 novembre - Luciano De Genova, sollevatore italiano (n. 1931)
- 10 novembre - Elda Lanza, giornalista, conduttrice televisiva e scrittrice italiana (n. 1924)
- 10 novembre - István Szívós, pallanuotista ungherese (n. 1948)
- 11 novembre - Zeke Bratkowski, giocatore di football americano e allenatore di football americano statunitense (n. 1931)
- 11 novembre - Tadashi Nakamura, doppiatore giapponese (n. 1929)
- 11 novembre - Charles Rogers, giocatore di football americano statunitense (n. 1981)
- 11 novembre - Bad Azz, rapper statunitense (n. 1975)
- 11 novembre - Luigi Turchi, giornalista e politico italiano (n. 1925)
- 11 novembre - Mario Ursino, storico dell'arte, saggista e critico d'arte italiano (n. 1944)
- 12 novembre - Mel Brown, cestista canadese (n. 1935)
- 12 novembre - Harry Lamme, pallanuotista olandese (n. 1935)
- 12 novembre - Luciano Marin, attore italiano (n. 1931)
- 12 novembre - Charles Perrow, sociologo statunitense (n. 1925)
- 12 novembre - Almerico Realfonzo, ingegnere e partigiano italiano (n. 1927)
- 12 novembre - Son Seok-u, paroliere e compositore sudcoreano (n. 1920)
- 12 novembre - Mitsuhisa Taguchi, calciatore giapponese (n. 1955)
- 12 novembre - Mauro Valeri, sociologo, psicoterapeuta e scrittore italiano (n. 1960)
- 12 novembre - Vincenzo Zazzaro, calciatore italiano (n. 1951)
- 13 novembre - Giorgio Corbellini, vescovo cattolico italiano (n. 1947)
- 13 novembre - José Luis Veloso, calciatore spagnolo (n. 1937)
- 13 novembre - Michele Gazzarri, fumettista italiano (n. 1932)
- 13 novembre - Raymond Poulidor, ciclista su strada francese (n. 1936)
- 13 novembre - Yukihiro Takiguchi, attore, cantante e modello giapponese (n. 1985)
- 14 novembre - Maria Baxa, attrice jugoslava (n. 1946)
- 14 novembre - Anthony Grundy, cestista statunitense (n. 1979)
- 14 novembre - Branko Lustig, produttore cinematografico croato (n. 1932)
- 14 novembre - Juan Octavio Prenz, scrittore, poeta e filologo argentino (n. 1932)
- 14 novembre - Ray Smee, pallanuotista australiano (n. 1930)
- 15 novembre - Giancarlo Capucci, calciatore e allenatore di calcio italiano (n. 1931)
- 15 novembre - Harrison Dillard, velocista e ostacolista statunitense (n. 1923)
- 15 novembre - Antonello Falqui, regista italiano (n. 1925)
- 15 novembre - Vojtěch Jasný, regista e sceneggiatore ceco (n. 1925)
- 15 novembre - Irv Noren, giocatore di baseball e cestista statunitense (n. 1924)
- 15 novembre - Ogawa Tomoko, goista giapponese (n. 1951)
- 15 novembre - Juliusz Paetz, arcivescovo cattolico polacco (n. 1935)
- 15 novembre - Minčo Pašov, sollevatore bulgaro (n. 1961)
- 15 novembre - Jorge Vergara, imprenditore, dirigente sportivo e produttore cinematografico messicano (n. 1955)
- 16 novembre - Vittorio Inzaina, cantante italiano (n. 1942)
- 17 novembre - Enzo D'Ambrosio, produttore cinematografico italiano (n. 1931)
- 17 novembre - Siegfried Kaiser, calciatore tedesco orientale (n. 1926)
- 17 novembre - Cosimo Marco Mazzoni, giurista e saggista italiano (n. 1943)
- 17 novembre - Adnan Pachachi, politico e diplomatico iracheno (n. 1923)
- 18 novembre - Laure Killing, attrice francese (n. 1959)
- 18 novembre - Argentina Santos, cantante portoghese (n. 1924)
- 18 novembre - Antonio Scarano, politico italiano (n. 1930)
- 19 novembre - Enrico Iannelli, matematico italiano (n. 1957)
- 19 novembre - D. M. Jayaratne, politico singalese (n. 1931)
- 19 novembre - José Mário Branco, musicista, cantante e attore portoghese (n. 1942)
- 19 novembre - Antonio Nuciari, calciatore italiano (n. 1924)
- 19 novembre - Tullio Ortolani, autore televisivo e scrittore italiano (n. 1944)
- 19 novembre - Colette Senghor, francese (n. 1925)
- 19 novembre - Francesco Volpi, aviatore italiano (n. 1914)
- 20 novembre - Fábio Barreto, regista e attore brasiliano (n. 1957)
- 20 novembre - Jake Burton Carpenter, snowboarder e imprenditore statunitense (n. 1954)
- 20 novembre - Fred Cox, giocatore di football americano statunitense (n. 1938)
- 20 novembre - Zoltán Dömötör, pallanuotista e nuotatore ungherese (n. 1935)
- 20 novembre - Almaas Elman, diplomatica e attivista somala
- 20 novembre - Mary L. Good, chimica statunitense (n. 1931)
- 20 novembre - Wat Misaka, cestista statunitense (n. 1923)
- 20 novembre - Massimo Pittau, linguista e glottologo italiano (n. 1921)
- 21 novembre - Thomas Butler, bobbista statunitense (n. 1932)
- 21 novembre - Ermanno Cristin, calciatore italiano (n. 1945)
- 21 novembre - Giuseppe Ghilarducci, presbitero e archivista italiano (n. 1935)
- 21 novembre - Bengt-Erik Grahn, sciatore alpino svedese (n. 1941)
- 21 novembre - Gugu Liberato, showman, cantante e attore brasiliano (n. 1959)
- 21 novembre - Pamela Lincoln, attrice statunitense (n. 1937)
- 21 novembre - Michael J. Pollard, attore statunitense (n. 1939)
- 21 novembre - Toshio Saeki, illustratore e pittore giapponese (n. 1945)
- 22 novembre - Eugène Camara, politico guineano (n. 1942)
- 22 novembre - Stephen Cleobury, organista e direttore di coro inglese (n. 1948)
- 22 novembre - Birgit Eggert, cestista tedesca (n. 1967)
- 22 novembre - Sean Haslegrave, calciatore inglese (n. 1951)
- 22 novembre - Daniel Leclercq, allenatore di calcio e calciatore francese (n. 1949)
- 22 novembre - Ludger Lütkehaus, filosofo e storico della letteratura tedesco (n. 1943)
- 22 novembre - Joaquim Moutinho, pilota di rally portoghese (n. 1951)
- 22 novembre - Eduardo Nascimento, cantante angolano (n. 1943)
- 22 novembre - Franco Ortolani, politico italiano (n. 1943)
- 22 novembre - Mario Rigo, politico italiano (n. 1929)
- 22 novembre - Cecilia Seghizzi, compositrice e supercentenaria italiana (n. 1908)
- 22 novembre - Bowen Stassforth, nuotatore statunitense (n. 1926)
- 23 novembre - Asunción Balaguer, attrice spagnola (n. 1925)
- 23 novembre - Barbara Hillary, infermiera, oratrice e viaggiatrice statunitense (n. 1931)
- 23 novembre - Catherine Small Long, politica statunitense (n. 1924)
- 23 novembre - Klaus Thiele, calciatore tedesco orientale (n. 1934)
- 24 novembre - Jean-Paul Benzécri, matematico, statistico e filosofo francese (n. 1932)
- 24 novembre - Maria Anna Calabretta Manzara, funzionaria e politica italiana (n. 1929)
- 24 novembre - Carlos García-Ordóñez, cestista cubano (n. 1927)
- 24 novembre - Goo Ha-ra, cantante e attrice sudcoreana (n. 1991)
- 24 novembre - Clive James, giornalista, scrittore e conduttore televisivo australiano (n. 1939)
- 25 novembre - Frank Biondi, dirigente d'azienda statunitense (n. 1945)
- 25 novembre - Felix Diefenbach, cestista tedesco (n. 1925)
- 25 novembre - Héctor García-Molina, informatico messicano (n. 1954)
- 25 novembre - Martin Harvey, calciatore e allenatore di calcio nordirlandese (n. 1941)
- 25 novembre - Larry Hurtado, storico delle religioni e teologo statunitense (n. 1943)
- 26 novembre - Henny Ardesch, calciatore olandese (n. 1943)
- 26 novembre - Ken Kavanagh, pilota motociclistico australiano (n. 1923)
- 26 novembre - Jakob Kuhn, allenatore di calcio e calciatore svizzero (n. 1943)
- 26 novembre - Juan Lombardo, ammiraglio argentino (n. 1927)
- 26 novembre - Gary Rhodes, cuoco e personaggio televisivo britannico (n. 1960)
- 26 novembre - Giancarlo Vitolo, arbitro di pallacanestro italiano (n. 1939)
- 27 novembre - Vittorio Congia, attore e doppiatore italiano (n. 1930)
- 27 novembre - Stephan Danailov, politico e attore bulgaro (n. 1942)
- 27 novembre - Godfrey Gao, modello, attore e personaggio televisivo taiwanese (n. 1984)
- 27 novembre - Brad Gobright, alpinista statunitense (n. 1988)
- 27 novembre - Jonathan Miller, regista teatrale, attore e conduttore televisivo britannico (n. 1934)
- 27 novembre - Bruno Nicolè, calciatore italiano (n. 1940)
- 28 novembre - Ernest Cabo, vescovo cattolico francese (n. 1932)
- 28 novembre - Andrew Clements, scrittore statunitense (n. 1949)
- 28 novembre - Juan Carlos Scannone, presbitero e teologo argentino (n. 1931)
- 28 novembre - Ronald Taylor, cestista e attore statunitense (n. 1947)
- 28 novembre - Pim Verbeek, allenatore di calcio e calciatore olandese (n. 1956)
- 29 novembre - Makio Inoue, attore e doppiatore giapponese (n. 1938)
- 29 novembre - Yasuhiro Nakasone, politico giapponese (n. 1918)
- 29 novembre - Guido Zavanone, magistrato, scrittore e poeta italiano (n. 1927)
- 30 novembre - Susan Gray, nuotatrice statunitense (n. 1939)
- 30 novembre - Michael Howard, storico britannico (n. 1922)
- 30 novembre - Petr Málek, tiratore a volo ceco (n. 1961)